# Nikołaj Sorokin
Nikołaj Jewgienjewicz Sorokin (ros. Николай Евгеньевич Сорокин; ur. 15 lutego 1952, zm. 26 marca 2013) – radziecki oraz rosyjski aktor teatralny i filmowy, reżyser teatralny, pedagog teatralny, polityk. Kierownik artystyczny i dyrektor Rostowskiego Akademickiego Teatru Dramatycznego imienia Maksima Gorkiego, Ludowy Artysta Federacji Rosyjskiej.

## Życiorys
W 1975 roku Nikołaj Sorokin został przyjęty do teatru im. M. Gorkiego w Rostowie nad Donem. W 1984 roku ukończył reżyserię na wydziale GITIS. 
W 1996 roku został mianowany kierownikiem artystycznym Rostowskiego Akademickiego Teatru Dramatycznego imienia Maksima Gorkiego, a w 2007 roku został dyrektor teatru. Był członkiem partii politycznej Jedna Rosja. W latach 1999–2003 był deputowanym do Dumy Państwowej FR trzeciej kadencji i zastępcą przewodniczącego komisji kultury i turystyki. W latach 2004–2012 wykładał w rostowskim oddziale Państwowego Uniwersytetu Kultury i Sztuki w Petersburgu.
Sorokin zmarł po długiej chorobie 26 marca 2013 roku w wieku 61 lat.

## Tytuły i nagrody
- Zasłużony Artysta RFSRR (1988)
- Ludowy Artysta Federacji Rosyjskiej (1999)
- Order Przyjaźni (1996)
- Medalu Orderu „Za zasługi dla Ojczyzny” II klasy (2002)
- Order za zasługi dla obwód rostowskiego (2012)